# Авалонский взрыв

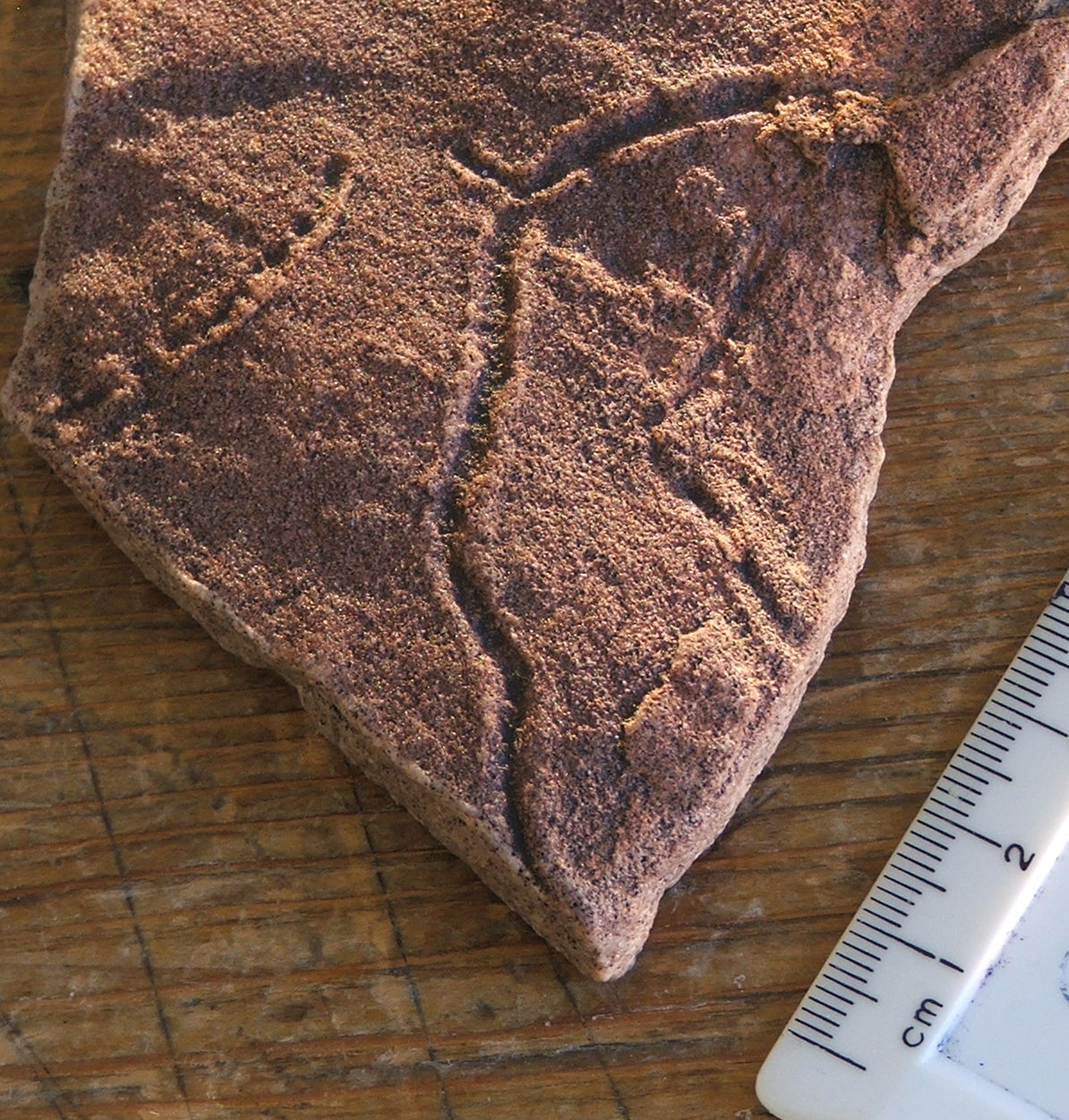
Окаменелые следы передвижения эдиакарских организмов

Авалонский взрыв (англ. Avalon explosion) — предполагаемое эволюционное событие в эдиакарии, во время которого возникли первые организмы эдиакарской биоты. Авалонский взрыв произошел около 575 миллионов лет назад, что примерно на 33 миллиона лет раньше, чем значительно более известный кембрийский взрыв в начале фанерозоя. Назван по месту находок докембрийской фауны на канадском полуострове Авалон.

## Эдиакарская биота

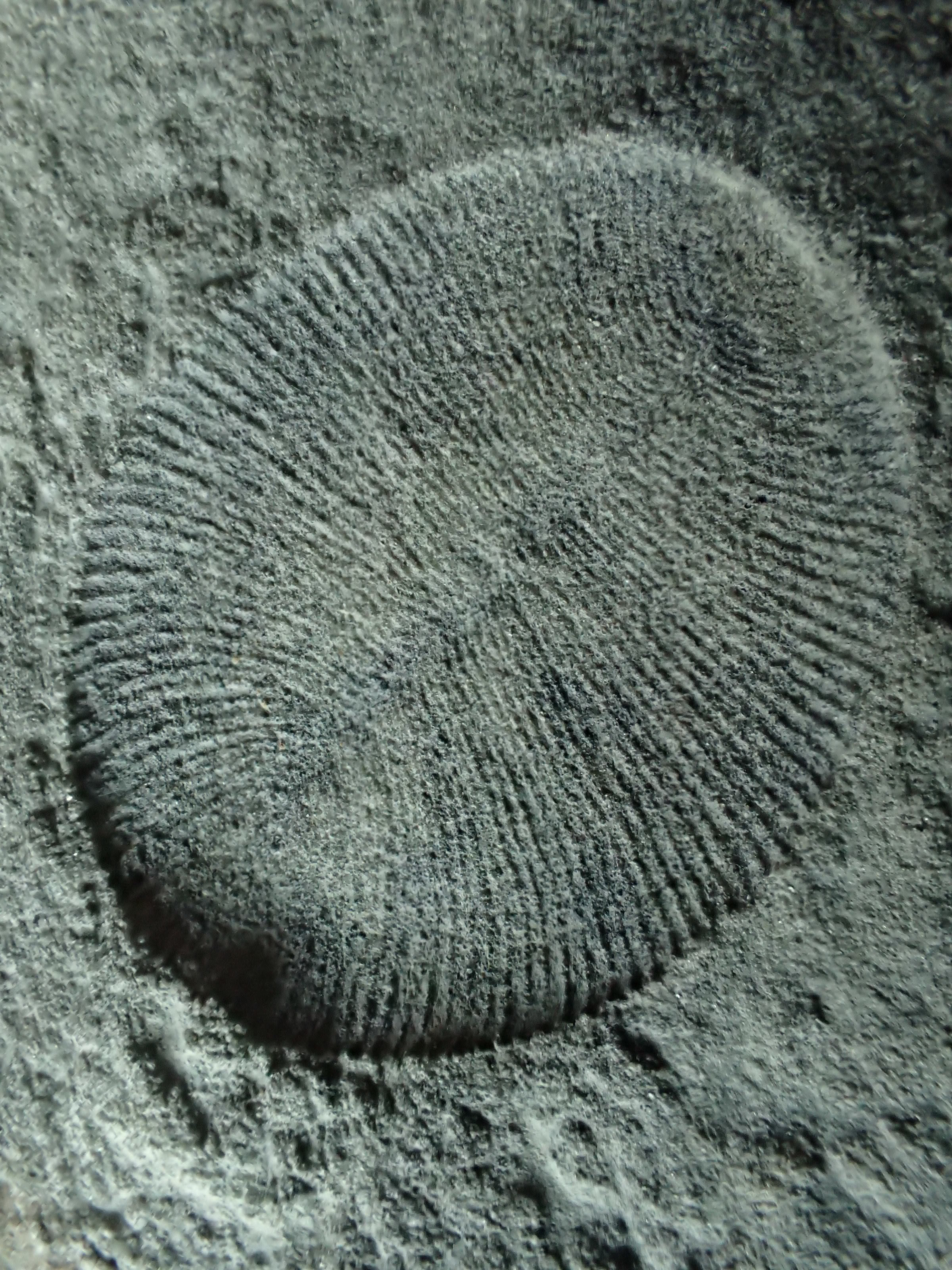
Отпечаток эдиакарского организма дикинсонии

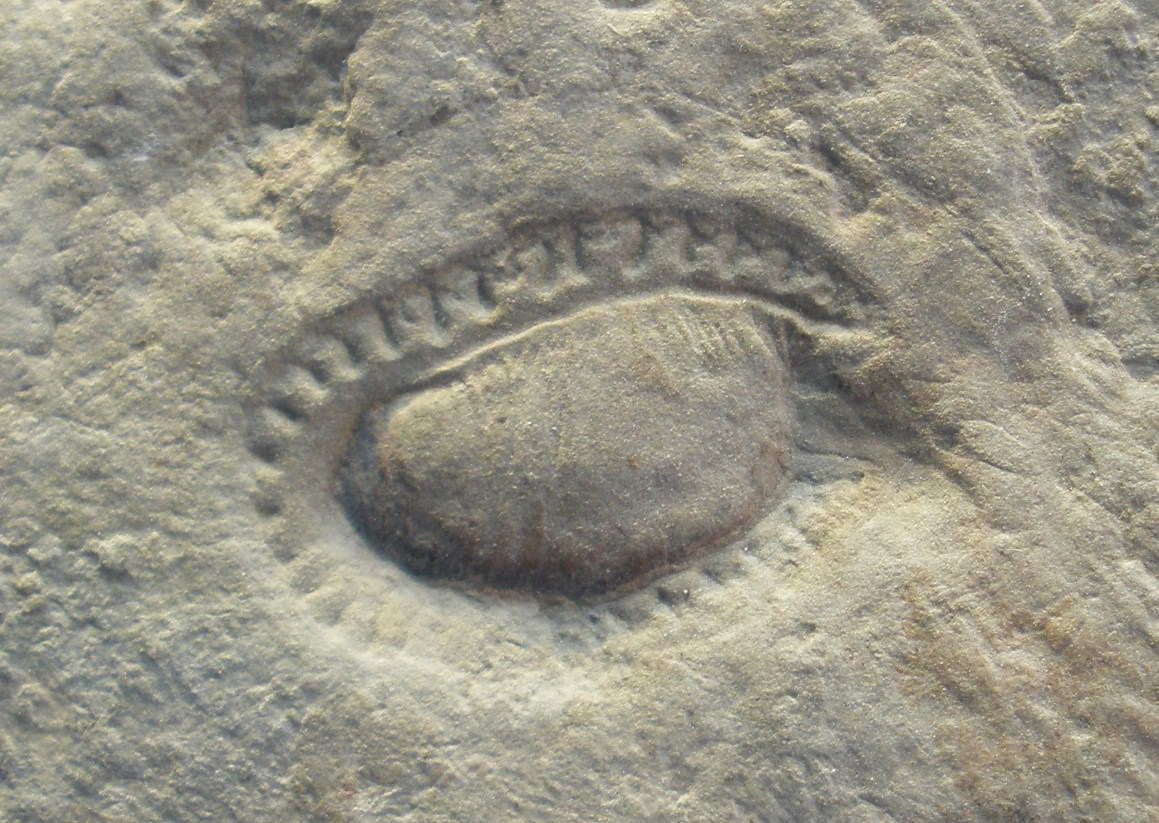
Отпечаток эдиакарского организма Kimberella, первоначально его относили к стрекающим, хотя теперь считается, что это был ранний моллюск

Многочисленные окаменелости эдиакарской биоты, обнаруженные на полуострове Авалон, представляют собой самые ранние из известных сложных многоклеточных организмов. Авалонский взрыв во многом похож на кембрийский взрыв: в ходе обоих морфологическое разнообразие необычайно быстро — взрывоподобно — увеличивалось. Эдиакарская биота по эволюционным меркам просуществовала недолго, всего 33 миллиона лет, и почти полностью вымерла вскоре после более мощного эволюционного взрыва кембрийского, не выдержав конкуренции из-за быстрого увеличения биоразнообразия новых видов.

## История открытия
Авалонский взрыв был предложен палеонтологами Политехнического университета Виргинии, в 2008 году проанализировавших изменения морфологии нескольких эдиакарских сообществ. Возможно, в ранней эволюции животных произошло более одного взрывного эволюционного события.

## Флора и фауна
Авалонский взрыв произошел во времена ранней эволюции и низкого видового разнообразия. Определено более 270 видов отнесенные к 20 различным родам. Было определено 50 различных категорий морфологических характеристик, анатомическую структуру многих из которых приходилось определять с помощью окаменелостей и слепков[уточнить].
За это время животные стали билатеральными, а их сложность значительно возросла. Многие животные этого времени вписываются в современнын типы — кольчатые черви, членистоногие, иглокожие и книдарии У животных этого времени развилась двусторонняя симметрия с четкой передней и задней стороной, включая такие виды, как Spriggina, Charniodiscus и Yorgia.
Многие растения относятся к ныне вымершему типу Vendobionta. Vendobionta имели радикальное[прояснить] расположение, с множеством трубчатых элементов и центральным стеблем. Frondlet были выдающимися водными растениями[уточнить] того времени и имели множество различных форм, в том числе Fractofusus, имевшие веретенообразную форму, Fradgatia, имевшие форма салата и Rangea, имевшие форму листа.